# Sochinsogonia leyteensis
Sochinsogonia leyteensis är en insektsart som beskrevs av Young 1986. Sochinsogonia leyteensis ingår i släktet Sochinsogonia och familjen dvärgstritar. Inga underarter finns listade i Catalogue of Life.